# Lorenco Vila
Lorenco Vila (Durazzo, 14 dicembre 1998) è un calciatore albanese, attaccante della Dinamo Tirana.

## Carriera

### Club
Cresciuto nel settore giovanile del Teuta, ha esordito in prima squadra il 27 maggio 2017 disputando l'incontro di Kategoria Superiore perso 2-1 contro il Laçi.

### Nazionale
Ha giocato nella nazionale albanese Under-21.
Nel 2022 ha giocato una partita nella nazionale maggiore albanese.

## Statistiche

### Presenze e reti nei club
Statistiche aggiornate al 3 settembre 2022.
| Stagione        | Squadra         | Campionato      | Campionato | Campionato | Coppe nazionali | Coppe nazionali | Coppe nazionali | Coppe continentali | Coppe continentali | Coppe continentali | Altre coppe | Altre coppe | Altre coppe | Totale | Totale |
| Stagione        | Squadra         | Comp            | Pres       | Reti       | Comp            | Pres            | Reti            | Comp               | Pres               | Reti               | Comp        | Pres        | Reti        | Pres   | Reti   |
| --------------- | --------------- | --------------- | ---------- | ---------- | --------------- | --------------- | --------------- | ------------------ | ------------------ | ------------------ | ----------- | ----------- | ----------- | ------ | ------ |
| mag. 2017       | Teuta           | KS              | 1          | 0          | CA              | -               | -               | -                  | -                  | -                  | -           | -           | -           | 1      | 0      |
| 2017-2018       | Teuta           | KS              | 14         | 0          | CA              | 3               | 0               | -                  | -                  | -                  | -           | -           | -           | 17     | 0      |
| 2018-2019       | Teuta           | KS              | 12         | 0          | CA              | 4               | 3               | -                  | -                  | -                  | -           | -           | -           | 16     | 3      |
| 2019-2020       | Teuta           | KS              | 28         | 8          | CA              | 9               | 3               | UEL                | 1                  | 0                  | -           | -           | -           | 38     | 11     |
| 2020-2021       | Teuta           | KS              | 33         | 10         | CA              | 3               | 1               | UEL                | 2                  | 0                  | SA          | 1           | 0           | 39     | 11     |
| 2021-2022       | Teuta           | KS              | 30         | 4          | CA              | 7               | 1               | UCL+UECL           | 2+0                | 0                  | SA          | 0           | 0           | 39     | 5      |
| 2022-2023       | Teuta           | KS              | 3          | 0          | CA              | 0               | 0               | -                  | -                  | -                  | -           | -           | -           | 3      | 0      |
| Totale carriera | Totale carriera | Totale carriera | 121        | 22         |                 | 26              | 8               |                    | 5                  | 0                  |             | 1           | 0           | 153    | 30     |

### Cronologia presenze e reti in nazionale
| Cronologia completa delle presenze e delle reti in nazionale ― Albania | Cronologia completa delle presenze e delle reti in nazionale ― Albania | Cronologia completa delle presenze e delle reti in nazionale ― Albania | Cronologia completa delle presenze e delle reti in nazionale ― Albania | Cronologia completa delle presenze e delle reti in nazionale ― Albania | Cronologia completa delle presenze e delle reti in nazionale ― Albania | Cronologia completa delle presenze e delle reti in nazionale ― Albania | Cronologia completa delle presenze e delle reti in nazionale ― Albania |
| Data                                                                   | Città                                                                  | In casa                                                                | Risultato                                                              | Ospiti                                                                 | Competizione                                                           | Reti                                                                   | Note                                                                   |
| ---------------------------------------------------------------------- | ---------------------------------------------------------------------- | ---------------------------------------------------------------------- | ---------------------------------------------------------------------- | ---------------------------------------------------------------------- | ---------------------------------------------------------------------- | ---------------------------------------------------------------------- | ---------------------------------------------------------------------- |
| 26-10-2022                                                             | Abu Dhabi                                                              | Arabia Saudita                                                         | 1 – 1                                                                  | Albania                                                                | Amichevole                                                             | -                                                                      | 78’                                                                    |
| Totale                                                                 |                                                                        | Presenze                                                               | 1                                                                      |                                                                        | Reti                                                                   | 0                                                                      |                                                                        |

| Cronologia completa delle presenze e delle reti in nazionale ― Albania under 21 | Cronologia completa delle presenze e delle reti in nazionale ― Albania under 21 | Cronologia completa delle presenze e delle reti in nazionale ― Albania under 21 | Cronologia completa delle presenze e delle reti in nazionale ― Albania under 21 | Cronologia completa delle presenze e delle reti in nazionale ― Albania under 21 | Cronologia completa delle presenze e delle reti in nazionale ― Albania under 21 | Cronologia completa delle presenze e delle reti in nazionale ― Albania under 21 | Cronologia completa delle presenze e delle reti in nazionale ― Albania under 21 |
| Data                                                                            | Città                                                                           | In casa                                                                         | Risultato                                                                       | Ospiti                                                                          | Competizione                                                                    | Reti                                                                            | Note                                                                            |
| ------------------------------------------------------------------------------- | ------------------------------------------------------------------------------- | ------------------------------------------------------------------------------- | ------------------------------------------------------------------------------- | ------------------------------------------------------------------------------- | ------------------------------------------------------------------------------- | ------------------------------------------------------------------------------- | ------------------------------------------------------------------------------- |
| 26-3-2019                                                                       | Andorra la Vella                                                                | Andorra under 21                                                                | 2 – 2                                                                           | Albania under 21                                                                | Qual. Europeo Under-21 2021                                                     | -                                                                               | 69’                                                                             |
| 4-9-2020                                                                        | Ried im Innkreis                                                                | Austria under 21                                                                | 1 – 5                                                                           | Albania under 21                                                                | Qual. Europeo Under-21 2021                                                     | -                                                                               | 69’                                                                             |
| 8-9-2020                                                                        | Elbasan                                                                         | Albania under 21                                                                | 3 – 1                                                                           | Andorra under 21                                                                | Qual. Europeo Under-21 2021                                                     | -                                                                               | 67’                                                                             |
| Totale                                                                          |                                                                                 | Presenze                                                                        | 3                                                                               |                                                                                 | Reti                                                                            | 0                                                                               |                                                                                 |

## Palmarès

### Club

#### Competizioni nazionali
- Campionato albanese: 1

Teuta: 2020-2021
- Coppa d'Albania: 2

Teuta: 2019-2020
Dinamo Tirana: 2024-2025
- Supercoppa d'Albania: 1

Teuta: 2020